# Tomáš Troliga
Tomáš Troliga (* 24. dubna 1984 Prešov) je slovenský hokejový útočník, od dubna 2016 bez angažmá. Mimo Slovensko působil na klubové úrovni v Kanadě, USA a Česku.

## Jednotlivé sezony
- 2000-01 HK VTJ Farmakol Prešov (SVK - 1. liga)
- 2001-02 HK VTJ Farmakol Prešov (SVK - 1. liga)
- 2002-03 HC Košice (SVK - extraliga), MHC Martin (SVK - extraliga)
- 2003-04 Calgary Hitmen (WHL)
- 2004-05 MsHK Žilina (SVK - extraliga), PHK Prešov (SVK - 1. liga), Tri-City Storm (USHL)
- 2005-06 HK Lietajúce kone Prešov (SVK - 1. liga)
- 2006-07 MHC Martin (SVK - extraliga), HK Lietajúce kone Prešov (SVK - 1. liga)
- 2007-08 HC Znojemští Orli (ELH)
- 2008-09 HC 07 Prešov (SVK - 1. liga)
- 2009-10 HC Dukla Trenčín (SVK - extraliga), HC 07 Prešov (SVK - 1. liga)
- 2010-11 HK SKP Poprad (SVK - extraliga), MsHK Žilina (SVK - extraliga)
- 2011-12 MsHK DOXXbet Žilina, HC Prešov (SVK - 1. liga)
- 2012-13 MsHK Žilina (SVK - extraliga)
- 2013-14 HC Dukla Trenčín (SVK - extraliga)
- 2014-15 Mountfield HK (ELH), HC Rebel Havlíčkův Brod (1. liga)
- 2015-16 Mountfield HK (ELH), HC Stadion Litoměřice (1. liga), HC Dukla Trenčín (SVK - extraliga)

## Reprezentace
- 2001-02 Slovensko "18"
- 2002-04 Slovensko "20"